# Маршалл (Мичиган)
Ма́ршалл (англ. Marshall) — город с местным самоуправлением (city) в штате Мичиган, США. Административный центр округа Калхун. Население — 7088 человек (по переписи 2010 года).

## История

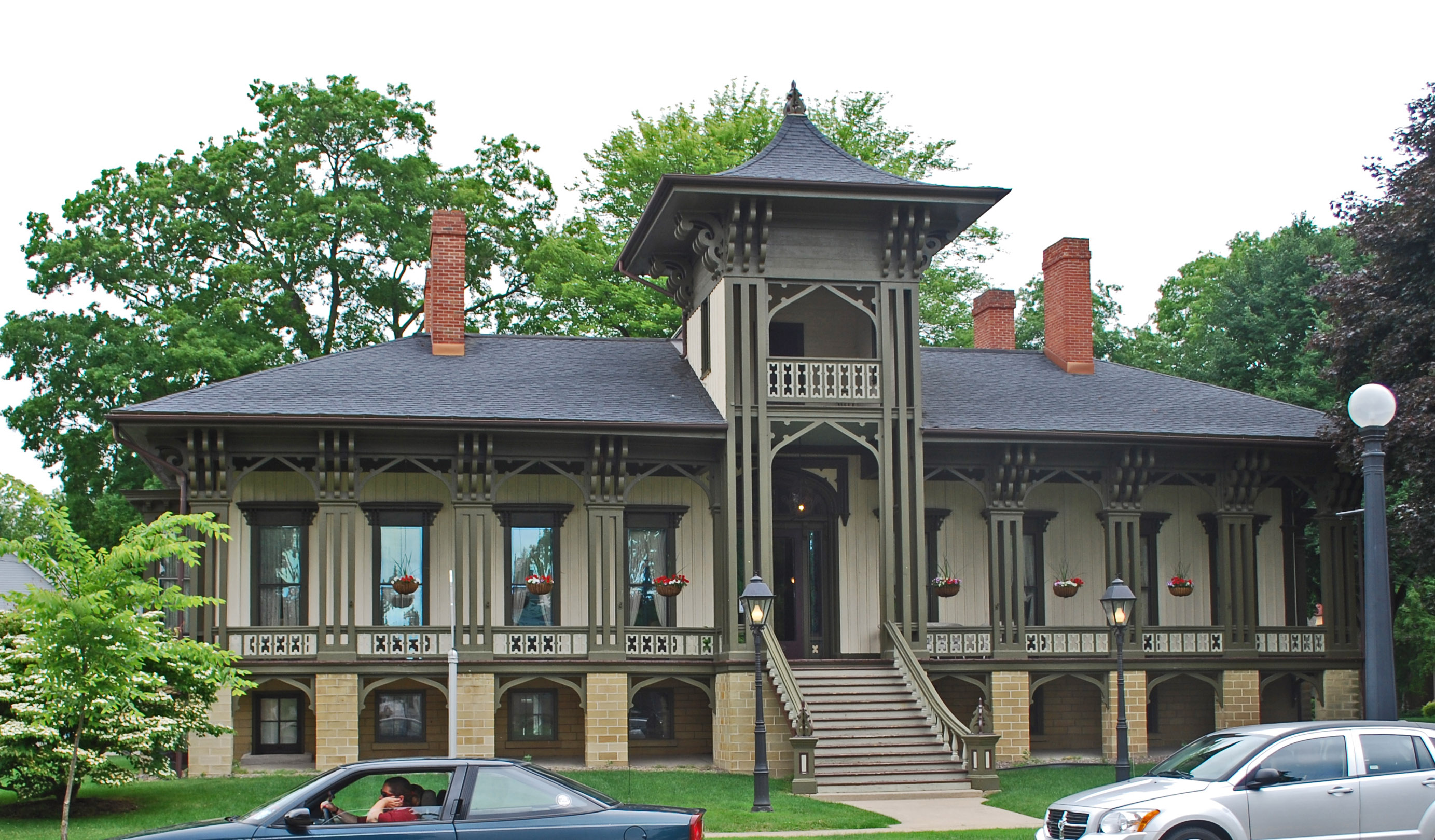
Дом Гонолулу 1860 года

Город был основан в 1830 году Сидни Кетчамом. Назван в честь Джона Маршалла, председателя Верховного суда США. Во время выборов столицы Мичигана Маршалл уступил всего лишь на один голос Лансингу. В октябре 1831 года город стал административным центром округа Калхун. Маршалл был одним из городов, задействованных в «Подпольной железной дороги» до гражданской войны.
В 1863 году в Маршалле было основано первое в США сообщество железнодорожных работников. Маршалл был одним из немногочисленных остановочных пунктов между Чикаго и Детройтом.
В 1953 году были снесены здание окружного суда, дом Сидни Кетчама и первоначальная железнодорожная станция.
В 1962 году здесь было основано Маршаллское историческое общество, разместившееся в так называемом Доме Гонолулу, построенном в 1860 году для американского консула на Гавайях.
В Маршалле расположен самый старый функционирующий отель Мичигана — National House Inn, построенный в 1835 году. Исторический центр города был в 1991 году внесён в Национальный реестр исторических мест с номером 91002953.

## Транспорт
На севере город огибает магистраль I-94, соединяющая Детройт и Каламазу, на западе — I-69, проходящая через Форт-Уэйн и Лансинг. Эти магистрали соединяются на востоке, близ Порт-Гурона, после чего пересекают границу с Канадой.

## Демография
Согласно данным переписи населения 2010 года, в Маршалле проживало 7088 человек. В 2000 году этот показатель составлял 7518 человек.
Расовый состав жителей города в 2010 году распределился следующим образом: представителей белой расы 95,08 %, афроамериканцев 1,07 %, коренных американцев 0,56 %, монголоидов 0,73 %, представителей двух и более рас 1,78 %, латиноамериканцев любой расы 3,80 %.